# Fabián Ruiz
Fabián Ruiz, pe numele complet Fabián Ruiz Peña (n. 3 aprilie 1996, Los Palacios y Villafranca, Spania) este un fotbalist spaniol, care joacă în prezent la PSG, în Ligue 1 și la Echipa națională de fotbal a Spaniei, pe postul de mijlocaș.

## Palmares

### Club
Real Betis
- Segunda División: 2014–15

Napoli
- Coppa Italia: 2019–20[1]

Paris Saint-Germain
- Ligue 1: 2022–23,[2] 2023–24,[3] 2024–25[4]
- Coupe de France: 2023–24,[5] 2024–25[6]
- Trophée des Champions: 2023,[7] 2024[8]
- Liga Campionilor UEFA: 2024–25[9]

### International
Spania U21
- UEFA European Under-21 Championship: 2019[10]

Spania
- Campionatul European de Fotbal: 2024[11]
- Liga Națiunilor UEFA: 2022–23[12]

### Individual
- Golden Player a Campionatului European UEFA Sub-21: 2019
- Echipa turneului a Campionatului European UEFA Sub-21: 2019[13]